# Vibeke Saugestad
Vibeke Saugestad (Genova, 5 febbraio 1976) è una cantante norvegese.

## Biografia
Nata in Italia, Vibeke Saugestad ha vissuto a Fredrikstad fino all'età di 4 anni, per poi trasferirsi a Moss. Qui ha iniziato a cantare entrando a far parte di vari gruppi nell'adolescenza. Ha trovato successo a metà anni '90 con i Weld, con cui ha pubblicato due album, entrambi entrati nella classifica norvegese.
Dopo lo scioglimento dei Weld nel 1995, la cantante ha realizzato l'album collaborativo Hank Williams på norsk insieme a Jonas Fjeld, Sondre Bratland e Gunn Heidi Larsen, entrando in classifica alla 35ª posizione. Prima di debuttare come solista ha fatto anche parte dei gruppi Thelyblast e Thinkerbell a fine anni '90.
Nel 2001 Vibeke Saugestad ha pubblicato il suo primo album come solista, Into the Shimmering, che ha debuttato alla 32ª posizione nella top 40 nazionale. Il disco è stato seguito dal secondo album Overdrive nel 2003, e dal terzo, The World Famous Hat Trick, nel 2007. Nel 2003 è stata insignita del premio per la cultura del comune di Moss.

## Discografia

### Album in studio
- 1995 – Hank Williams på norsk (con Jonas Fjeld, Sondre Bratland e Gunn Heidi Larsen)
- 2001 – Into the Shimmering
- 2003 – Overdrive
- 2007 – The World Famous Hat Trick

### EP
- 2008 – From All of Me
- 2012 – Vibeke Saugestad med The Shake Set (con The Shake Set)

### Singoli
- 2001 – The Changing Hour
- 2001 – Into the Shimmering
- 2001 – Why I Smile
- 2003 – Velvet Revolution
- 2003 – Overdrive